# BlackBerry World
BlackBerry World (anteriormente conocido como BlackBerry App World) es un servicio de distribución de aplicaciones, también conocido como "App Store" y es una aplicación de BlackBerry Limited; disponible para dispositivos BlackBerry 10, BlackBerry PlayBook y la mayoría de los dispositivos BlackBerry OS . El Servicio proporciona un entorno en el que los usuarios de BlackBerry pueden navegar, descargar y actualizar aplicaciones móviles, incluidas aplicaciones de terceros. El servicio se activará el 1 de enero de 2009 (julio de 1958, 2021).  Tiene los mayores ingresos por aplicación entre las tres principales tiendas de aplicaciones para varios sistemas operativos móviles, con $ 9166,67, en comparación con $ 6480,00 para Apple App Store y $1,200.00 de Google Play . El 21 de enero de 2013, BlackBerry anunció que cambiaría el nombre de BlackBerry App World a BlackBerry World más simple como parte del lanzamiento del sistema operativoBlackBerry 10. Los dispositivos BlackBerry ya no usan el sistema operativo BlackBerry 10 desde 2015 (con el lanzamiento de BlackBerry Priv ) y en su lugar usan el sistema operativo Android de Google Play App Store.

## Historia
En 2003, Research In Motion (RIM), ahora conocida como BlackBerry Limited ) lanzó un servicio de datos móviles que proporciona a los clientes acceso a aplicaciones comerciales de terceros basadas en Java utilizando la infraestructura push segura en tiempo real de BlackBerry.
Luego, el 21 de octubre de 2008, RIM anunció en la Conferencia de Desarrolladores de BlackBerry que la empresa abriría una tienda de aplicaciones para sus dispositivos. También se anunció que la apertura de la tienda está programada para marzo de 2009 y se integrará con el servicio de PayPal. El 19 de enero de 2009, RIM comenzó a aceptar solicitudes de desarrolladores.
El 4 de marzo de 2009, RIM nombró oficialmente a la tienda "BlackBerry App World"  (anteriormente BlackBerry Application Store). También se confirmó que el servicio inicialmente no estará disponible para computadoras de escritorio y que el directorio web solo será accesible desde dispositivos que no sean Blackberry.
El 1 de abril de 2009, en la feria de la Asociación de Internet y Telecomunicaciones Celulares (CTIA), RIM anunció App World.
Un seminario inalámbrico patrocinado por BlackBerry, se anunció que cada día se descarga un promedio de 1 millón de aplicaciones.
El 19 de agosto de 2010, se lanzó BlackBerry App World 2.0. Esta nueva versión presenta BlackBerry ID; Un sistema de cuenta de inicio de sesión único disponible en el cliente BlackBerry y en la tienda de escritorio BlackBerry App World. Además de BlackBerry ID, BlackBerry App World 2.0 presenta pagos móviles y con tarjeta de crédito directos para los clientes de AT&T Wireless .[cita requerida]
El 3 de diciembre de 2010, Research in Motion anunció que cada día se descargan 2 millones de aplicaciones..
El 2 de febrero del 2011, se lanzó BlackBerry App World 2.1, Esta versión presenta compras dentro de la aplicación de bienes digitales, lo que le permite comprar complementos dentro de las aplicaciones.
El 21 de enero de 2013, BlackBerry cambió su nombre de "BlackBerry App World" a "BlackBerry World".
El 18 de junio de 2014, BlackBerry anunció una asociación oficial con  Amazon, que incluía el acceso a Amazon Appstore en BlackBerry 10.3
El 14 de diciembre de 2017, BlackBerry anunció que BlackBerry World cerraría a fines de 2019, pero la tienda permaneció abierta y continuó operando a partir de agosto de 2020. El 1 de abril de 2018, BlackBerry World eliminó la función BlackBerry Payments.

### Hitos
A inicios de 2011, BlackBerry App World tenía 16.000 aplicaciones disponibles. Después de un año, la tienda de aplicaciones tenía más de 60 000 aplicaciones (enero de 2012) y un mes después, más de 70 000 aplicaciones (febrero de 2012). En BlackBerry Jam en septiembre de 2012, RIM anunció que App World tiene más de 105.000 aplicaciones. [cita requerida]
La conferencia BlackBerry Live de mayo de 2013, BlackBerry anunció que más de 120 000 aplicaciones para BlackBerry 10 están disponibles para descargar desde BlackBerry World.[cita requerida]
El contenido y la calidad de la aplicación BlackBerry World se revisarán antes de la aprobación para su publicación. Alrededor del 85% de las pruebas se realizan en Denpasar, Bali .
| fecha                    | descargas por día | descargas hasta la fecha | aplicaciones disponibles |
| ------------------------ | ----------------- | ------------------------ | ------------------------ |
| 30 de julio de 2010      | 1,000,000         |                          | 10,438                   |
| 27 de septiembre de 2010 | 1,500,000         |                          |                          |
| 14 de febrero de 2011    | 2,000,000         |                          | 26,179                   |
| 22 de marzo de 2011      | 3,000,000         |                          |                          |
| 12 de julio de 2011      | 3,000,000         | 1,000,000,000            | 36,781                   |
| 7 de febrero de 2012     | 6,000,000         | 2,000,000,000            | 67,310                   |
| 8 de julio de 2012       | 6,000,000+        | 3,000,000,000            | 77,501                   |
| 31 de marzo de 2013      | 6,000,000+        | 4,000,000,000            | 135,000                  |
| 23 de abril de 2014      |                   |                          | 234,500                  |

Research In Motion (RIM) ha anunciado que la tienda estará inicialmente disponible en el Reino Unido, Canadá y EE. UU.
A partir de marzo de 2013, BlackBerry World está disponible en 170 mercados, admitiendo 23 monedas y 33 idiomas. Con más de 6 millones de descargas de aplicaciones todos los días y más de 4 mil millones de descargas totales hasta la fecha, acepta pagos en todos los mercados a través de una combinación de PayPal, tarjeta de crédito y pagos móviles.
En agosto de 2020, BlackBerry World está disponible en 171 países y regiones.
Estas aplicaciones son gratuitas y de pago; algunas aplicaciones pagas se eliminaron gradualmente de $ 0,99 a $ 599,99 en los EE. UU. Después de julio de 2018. La tarifa máxima es de $5. [cita requerida] registro y el envío de la aplicación ya están cerrados.
El servicio está disponible en los siguientes idiomas: inglés, francés, italiano, alemán, español y portugués brasileño, entre otros.

La tienda está disponible para los siguientes dispositivos BlackBerry actualizados a BlackBerry OS versión 4.5.0 o posterior:
- Salto de BlackBerry
- Diseño BlackBerry Porsche P'9983
- BlackBerry clásico
- Pasaporte BlackBerry
- Diseño BlackBerry Porsche P'9982
- Blackberry Q5
- Blackberry Q10
- Blackberry Z3
- Blackberry z10
- Blackberry Z30
- BlackBerry Negrita 9900/9000/9700/9780/9650/9790
- Blackberry 9720
- Libro de jugadas de BlackBerry
- Blackberry Porsche Diseño P'9981 9981
- BlackBerry Torch 9800/9810 - Precargado
- BlackBerry Style 9670 - Precargado
- BlackBerry Storm y BlackBerry Storm 2 9500/9520/9530/9550
- BlackBerry Tour 9630
- BlackBerry Perla 3G 9100/9105
- Blackberry Perla 8100/8110/8120/8130
- BlackBerry Perla Flip 8220/8230
- BlackBerry Curve 3G 9300/9330
- BlackBerry Curve 8900
- BlackBerry Curve 8520/8530/9320
- Blackberry Curve 8300 8300/8310/8320/8330
- BlackBerry 8800
- Libro de jugadas de BlackBerry

## Almacenamiento
Inicialmente, los usuarios podían archivar sus aplicaciones en memoria MicroSD o eMMC en algunos modelos de teléfonos inteligentes BlackBerry. La capacidad de guardar en una tarjeta de memoria externa se eliminó más tarde con el lanzamiento de App World 3.0.

## Desarrollador
En 2010, Research In Motion (RIM) lanzó varias herramientas nuevas para facilitar a los desarrolladores de aplicaciones BlackBerry la creación, simulación, implementación y monetización de aplicaciones ricas en funciones en la plataforma BlackBerry; incluida la plataforma de desarrollo de BlackBerry Enterprise Apps, la plataforma de aplicaciones web BlackBerry de próxima generación, la plataforma BlackBerry WebWorks para tabletas BlackBerry PlayBook™ y teléfonos inteligentes BlackBerry, así como servicios de pago de BlackBerry, servicios push de BlackBerry, servicios de publicidad de BlackBerry, servicios de ubicación, servicios de mapas , Servicio de análisis, Scoreloop . Kit de desarrollo de software de plataforma social BBM, etc.
BlackBerry adopta estándares abiertos, incluye varias bibliotecas de código abierto que incluyen: Lua, OpenAL, cocos2d-x y Box2D, y tiene un repositorio de código abierto accesible en GitHub.com/blackberry. Este ecosistema abierto ayuda a los desarrolladores a apuntar a múltiples plataformas al trabajar con Appcelerator, Apache Cordova, dojo, jQuery Mobile, Marmalade, NME, Qt y Sencha Touch.
BlackBerry ha cambiado por completo la dirección de sus herramientas de desarrollo y ahora utiliza principalmente C++/Cascades como una forma "nativa" de desarrollar aplicaciones móviles para su plataforma BlackBerry 10 . HTML5 se considera una ruta de desarrollo diferente, casi nativa. En abril de 2014, BlackBerry anunció que dejaría de admitir Adobe Air con el lanzamiento de BlackBerry 10.3.1 a finales de 2014. A partir de la versión BlackBerry 10.3.1, no será posible cargar nuevas aplicaciones basadas en Adobe Air en BlackBerry World.